# ويدسبورو (كارولاينا الشمالية)
ويدسبورو (بالإنجليزية: Wadesboro)‏ هي مدينة أمريكية ومركز مقاطعة أنسون في ولاية كارولاينا الشمالية في الولايات المتحدة الأمريكية.

## التركيبة السكانية
حدّد مكتب تعداد الولايات المتحدة بيانات التركيبة السكانية لويدسبورو في تعداد الولايات المتحدة. في ما يلي، التركيبة السكانية حسب تعدادي 2000 و2010.

### تعداد عام 2000
بلغ عدد سكان ويدسبورو 3,552 نسمة بحسب تعداد عام 2000، وبلغ عدد الأسر 1,393 أسرة وعدد العائلات 931 عائلة مقيمة في البلدة. في حين سجلت الكثافة السكانية 207.7 نسمة لكل كيلومتر مربع (537.9/ميل2). وبلغ عدد الوحدات السكنية 1,585 وحدة بمتوسط كثافة قدره 92.7 لكل كيلومتر مربع (240.1/ميل2).
وتوزع التركيب العرقي للبلدة بنسبة 41.69% من البيض و56.36% من الأمريكيين الأفارقة و0.39% من الأمريكيين الأصليين و0.45% من الأمريكيين ذوي الأصول الآسيوية و0.03% من سكان جزر المحيط الهادئ و0.70% من الأعراق الأخرى و0.37% من عرقين مختلطين أو أكثر و1.30% من الهسبانيون أو اللاتينيون من أي عرق.
بلغ عدد الأسر 1,393 أسرة كانت نسبة 36.3% منها لديها أطفال تحت سن الثامنة عشر تعيش معهم، وبلغت نسبة الأزواج القاطنين مع بعضهم البعض 35.7% من أصل المجموع الكلي للأسر، ونسبة 27.1% من الأسر كان لديها معيلات من الإناث دون وجود شريك، بينما كانت نسبة 4.1% من الأسر لديها معيلون من الذكور دون وجود شريكة وكانت نسبة 33.2% من غير العائلات. تألفت نسبة 30.7% من أصل جميع الأسر من عدة أفراد يعيشون في نفس المنزل ونسبة 13.5% كانت تتألف من شخص يعيش بمفرده يبلغ من العمر 65 عاماً أو أكثر. وبلغ متوسط حجم الأسرة المعيشية 2.42، أما متوسط حجم العائلات فبلغ 3.02.
بلغ العمر الوسطي للسكان 36.7 عاماً. وكانت نسبة 27.1% من القاطنين تحت سن الثامنة عشر، وكانت نسبة 7.9% بين الثامنة عشر والرابعة والعشرين عاماً، ونسبة 24.3% كانت واقعةً في الفئة العمرية ما بين الخامسة والعشرين والرابعة والأربعين عاماً، ونسبة 20% كانت ما بين الخامسة والأربعين والرابعة والستين، ونسبة 15.7% كانت ضمن فئة الخامسة والستين عاماً فما فوق. يوجد لكل 100 أنثى 75.8 ذكر، ويوجد لكل 100 أنثى في الثامنة عشر من عمرها فما فوق 70.6 ذكر.
بلغ متوسط دخل الأسرة في البلدة 23,302 دولارًا، أما متوسط دخل العائلة فبلغ 29,514 دولارًا. وكان متوسط دخل الذكور 25,043 دولارًا مقابل 20,774 دولارًا للإناث. وسجل دخل الفرد الخاص بالبلدة 14,500 دولارًا. وكانت نسبة 23% من العائلات ونسبة 25.2% من السكان تحت خط الفقر، وكان من هؤلاء نسبة 33.1% تحت سن الثامنة عشر ونسبة 20.3% في الخامسة والستين من العمر وما فوق.

### تعداد عام 2010
بلغ عدد سكان ويدسبورو 5,813 نسمة بحسب تعداد عام 2010، وبلغ عدد الأسر 2,303 أسرة وعدد العائلات 1,428 عائلة مقيمة في البلدة. في حين سجلت الكثافة السكانية 339.9 نسمة لكل كيلومتر مربع (880.3/ميل2). وبلغ عدد الوحدات السكنية 2,692 وحدة بمتوسط كثافة قدره 157.4 لكل كيلومتر مربع (407.7/ميل2).
وتوزع التركيب العرقي للبلدة بنسبة 35.58% من البيض و60.69% من الأمريكيين الأفارقة و0.17% من الأمريكيين الأصليين و1.39% من الأمريكيين ذوي الأصول الآسيوية و0.89% من الأعراق الأخرى و1.27% من عرقين مختلطين أو أكثر و1.81% من الهسبانيون أو اللاتينيون من أي عرق.
بلغ عدد الأسر 2,303 أسرة كانت نسبة 32% منها لديها أطفال تحت سن الثامنة عشر تعيش معهم، وبلغت نسبة الأزواج القاطنين مع بعضهم البعض 31.1% من أصل المجموع الكلي للأسر، ونسبة 25.7% من الأسر كان لديها معيلات من الإناث دون وجود شريك، بينما كانت نسبة 5.2% من الأسر لديها معيلون من الذكور دون وجود شريكة وكانت نسبة 38% من غير العائلات. تألفت نسبة 34.5% من أصل جميع الأسر من عدة أفراد يعيشون في نفس المنزل ونسبة 16.2% كانت تتألف من شخص يعيش بمفرده يبلغ من العمر 65 عاماً أو أكثر. وبلغ متوسط حجم الأسرة المعيشية 2.40، أما متوسط حجم العائلات فبلغ 3.09.
بلغ العمر الوسطي للسكان 39.8 عاماً. وكانت نسبة 24.6% من القاطنين تحت سن الثامنة عشر، وكانت نسبة 8.5% بين الثامنة عشر والرابعة والعشرين عاماً، ونسبة 23.1% كانت واقعةً في الفئة العمرية ما بين الخامسة والعشرين والرابعة والأربعين عاماً، ونسبة 24.8% كانت ما بين الخامسة والأربعين والرابعة والستين، ونسبة 19% كانت ضمن فئة الخامسة والستين عاماً فما فوق. وتوزع التركيب الجنسي للسكان بنسبة 45% ذكور و55% إناث.

## أعلام
- جاستن بور
- فرانك بينيت
- ليون ليفين
- توم بروير
- إد إموري